# Luisito Martí
Luis Bernardo Marte Hernández, mais conhecido como Luisito Martí (Santo Domingo Este, 1 de fevereiro de 1945 – Santo Domingo, 3 de janeiro de 2010) foi um cantor, comediante e apresentador de televisão dominicano.